# Manasses (syn Józefa)

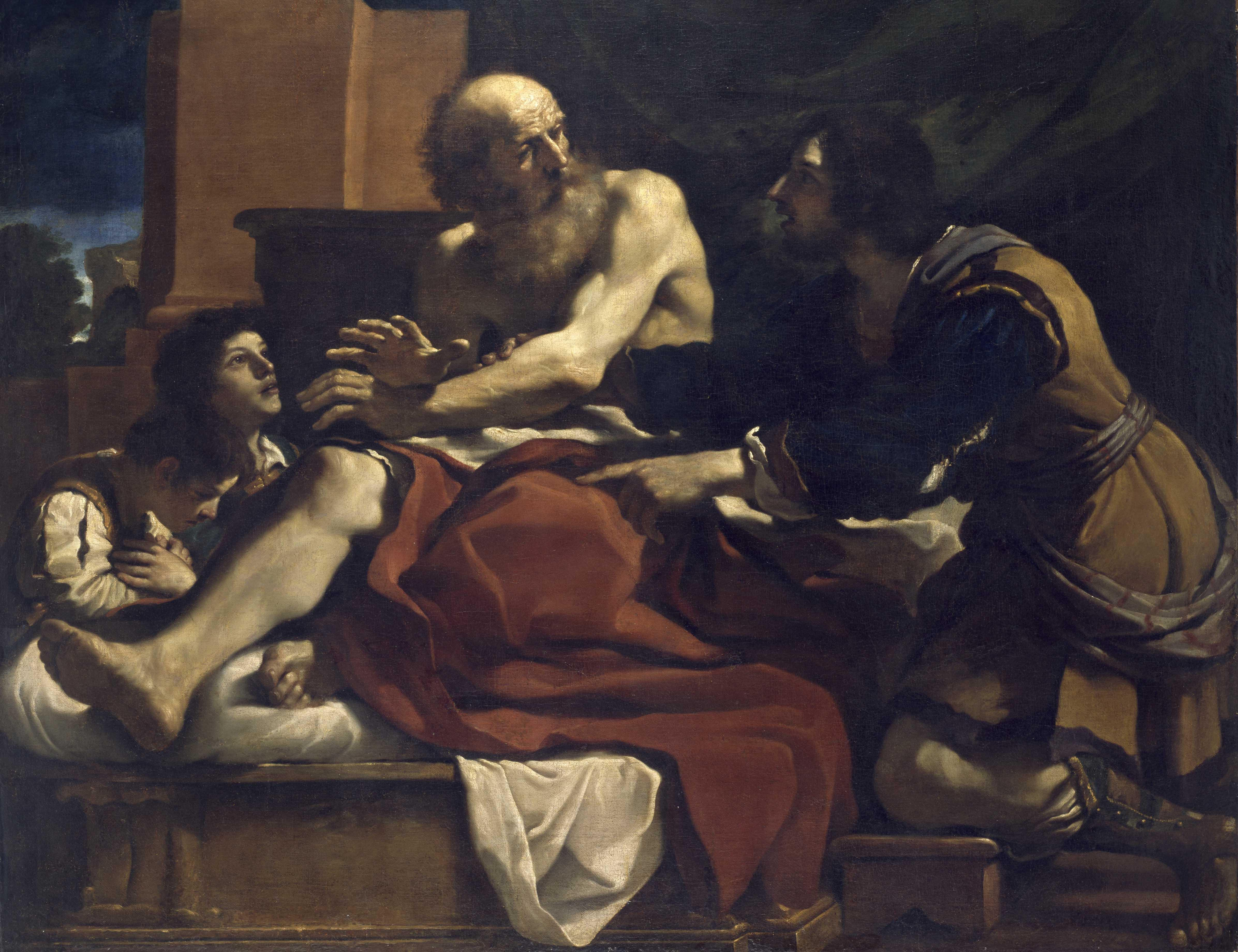
Manasses, Efraim i Jakub na obrazie Guerciniego

Manasses − pierworodny syn biblijnego patriarchy Józefa i Asenat, córki egipskiego kapłana Potifery z On. Jakub, ojciec rodu, ofiarował jednak pierworództwo jego bratu Efraimowi. Manasses był ojcem Makira i Asriela. Potomkowie Manassesa byli członkami jednego z dwunastu izraelskich pokoleń; przyznano mu ziemię po obu stronach rzeki Jordan.
Manasses pojawia się w Księdze Rodzaju.